# Lonnes
Lonnes é uma comuna francesa na região administrativa da Nova Aquitânia, no departamento de Charente. Estende-se por uma área de 7,51 km². Em 2010 a comuna tinha 180 habitantes (densidade: 24 hab./km²).